# Teucholabis (Teucholabis) jaliscana
Teucholabis (Teucholabis) jaliscana is een tweevleugelige uit de familie steltmuggen (Limoniidae). De soort komt voor in het Neotropisch gebied.